# Chitinsky (huyện)
Huyện Chitinsky (tiếng Nga: ? райо́н) là một huyện hành chính tự quản (raion), của Vùng Zabaykalsky, Nga. Huyện có diện tích 16151 kilômét vuông, dân số thời điểm ngày 1 tháng 1 năm 2000 là 63600 người. Trung tâm của huyện đóng ở Chita.